# Медичний коледж ім. П.І.Гаврося

## ЗФПО "Київський фаховий медичний коледж ім. П.І.Гаврося"[1][2]

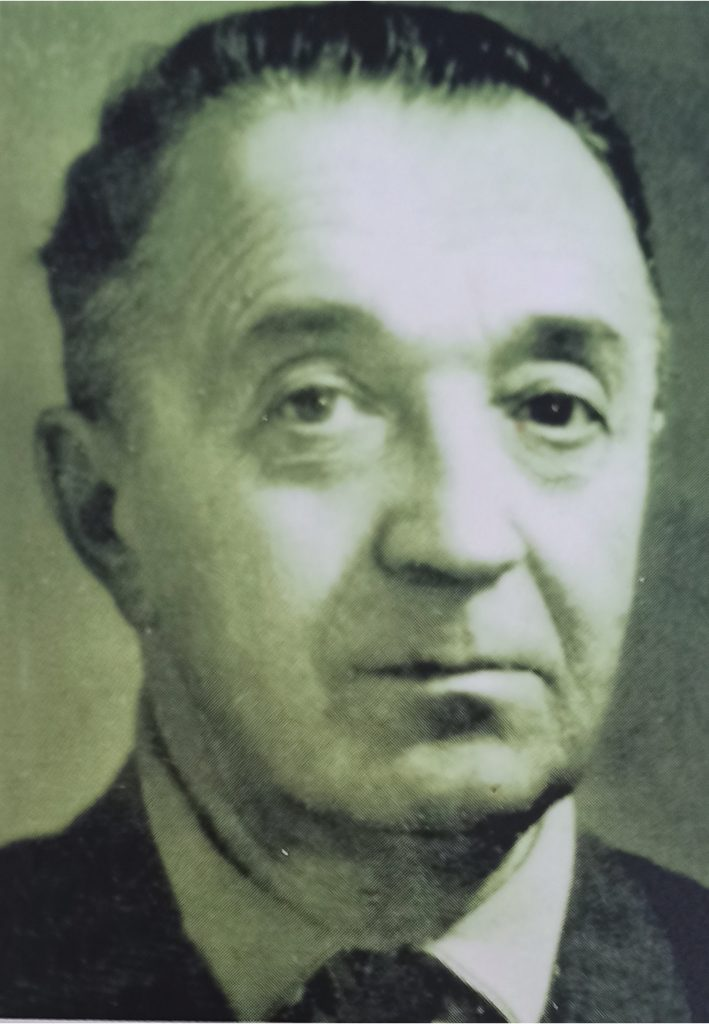
Перший директор коледжу П.І. Гаврось

Заклад фахової передвищої освіти «Київський фаховий медичний коледж імені П. І. Гаврося» — комунальний заклад, що підпорядкований Департаменту освіти і науки виконавчого органу Київської міської ради (КМДА). Заснований у 1939 році. Коледж здійснює підготовку фахівців для закладів охорони здоров’я міста Києва та інших регіонів України за трьома спеціальностями: лікувальна справа, сестринська справа та фармація.
За час свого існування коледж мав такі назви:
1. Київське військово-медичне училище: засноване 29 листопада 1939 року з метою підготовки військових фельдшерів;
2. Київське медичне училище №2: створене 14 травня 1958 року на базі Київського військово-медичного училища;
3. Київський медичне училище  №2 імені П.І. Гаврося: 9 грудня 1999 року Кабінет Міністрів України присвоїв училищу ім'я першого директора Павла Ілліча Гаврося;[6]
4. Київський медичний коледж ім.П.І.Гаврося - 28 вересня 2001 року
5. Вищий навчальний заклад "Київський медичний коледж ім.П.І. Гаврося": з 30 вересня 2012 року по 14 липня 2021 року;
6. Заклад фахової передвищої освіти "Київський фаховий медичний коледж ім. П.І. Гаврося"-  з 15 липня 2021 року - сучасна назва закладу.

## Історія[7]
Історія Київського медичного коледжу ім. П.І. Гаврося починається з 29 листопада 1939 року, коли наказом НК оборони СРСР з метою підготовки військових фельдшерів  було створено Київське військово-медичне училище. Перший випуск училища відбувся в 1941 році. Більше тисячі випускників були направлені в діючу армію та брали участь у боях проти німецько-фашистських загарбників.
Київський фаховий медичний коледж імені Павла Ілліча Гаврося був заснований у 1939 році як Київське військове медичне училище. Першим директором став військовий лікар та педагог Павло Ілліч Гаврось — постать, чия відданість освіті, гуманізм і новаторський підхід до викладання стали дороговказом для наступних поколінь викладачів та студентів. Його ім’я закріплено в офіційній назві закладу.

## Керівники
- Гаврось Павло Ілліч - 1939 - 1970рр.;
- Трачук Броніслав Тимофійович - 1970 - 1973рр.;
- Дудко Джон Васильович - 1974 - 1975рр.;
- Красноленський Віталій Володимирович- 1975 - 1978рр.;
- Орлов Микола Семенович - 1978 - 1988рр.;
- Сидельников Віктор Федорович - 1988 - 2009рр.;
- Підмогильна Лідія Григорівна - 2009 - 2023рр.;
- Червона Ганна Магомедівна - 2023 - по т.ч.

## Освітня діяльність[8][9]
Коледж здійснює підготовку фахівців за трьома основними напрямами:
- Лікувальна справа — фельдшери (парамедики), які відіграють ключову роль в системі екстреної медичної допомоги.
- Сестринська справа — медичні сестри й брати, що забезпечують якісний догляд за пацієнтами.
- Фармація —  підготовка майбутніх фахівців фармацевтичної галузі.

Також у коледжі функціонує система післядипломної освіти. Щороку близько 4000 медичних працівників проходять курси підвищення кваліфікації.

## Практична підготовка
Близько 75% навчального часу в коледжі займають практичні заняття. Студенти набувають клінічних навичок у кабінетах доклінічної практики та на базах комунальних закладів охорони здоров'я міста Києва, а також в провідних науково-дослідних інститутах України, серед яких:
- Національний інститут серцево-судинної хірургії ім. М.М. Амосова;
- НДСЛ "Охматдит";
- Інститут педіатрії, акушерства і гінекології ім. О.М. Лук'янової;
- Національний інститут раку;
- КНП КДЦ "Київська міська клінічна лікарня №6";[10]
- КНП КДЦ "Київська міська клінічна лікарня №4";[11]
- КНП "Центр екстреної медичної допомоги та медицини катастроф міста Києва";[12]
- КНП "Київський міський клінічний онкологічний центр";
- КНП  КДЦ "Київська міська клінічна лікарня №1";
- КНП "Київський міський пологовий будинок №3";[13]
- КНП "Дитяча клінічна лікарня № 3 Солом'янського району міста Києва";[14]

## Співпраця
Київський фаховий медичний коледж імені Павла Ілліча Гаврося активно співпрацює з провідними закладами освіти України, громадськими організаціями, спілками, благодійними фондами та ЗМІ. Така співпраця реалізується у формі науково-практичних конференцій, методичних семінарів, спільних проєктів та програм академічної мобільності, що сприяє професійному зростанню студентів і викладачів, обміну досвідом та підвищенню якості медичної освіти:
- ГО "Госпітальєри";
- "Національний медичний університет імені О. О. Богомольця";
- Приватний вищий навчальний заклад "Київський медичний університет";
- "Київський національний університет технологій та дизайну";
- Центр громадського здоров'я України;[16]
- Журнал "Подологія України"[17]
- БО "Physiopedia"[18];
- ДУ «Київський міський центр контролю та профілактики хвороб моз україни»[19]
- БО "Благодійний фонд СВОЇ"[20]
- БО "Благодійний фонд "Крила перемоги"[21]
- ГС "Асоціація операторів та інструкторів з першої допомоги та тактичної медицини"[22]
- БО "Благодійний фонд допомоги невиліковно хворим «Мати Тереза»"[23]

## Випускники та студенти
За 85 років свого існування коледж підготував понад 50 тисяч медичних фахівців. Серед випускників — науковці, професори, заслужені лікарі, лауреати державних та міжнародних премій. З початку російсько-української війни багато випускників захищають Україну як медики на фронті, демонструючи мужність і професіоналізм.
Відомі випускники та студенти:
- Риженко Сергій Анатолійович: доктор медичних наук, професор, заслужений  лікар України, головний лікар Дніпропетровської обласної клінічної лікарні ім. І.І. Мечникова, перший заступник міністра охорони здоров’я України, головний державний санітарний лікар Дніпропетровської області;
- Радуцький Михайло Борисович: народний депутат України IX скликання, колишній президент клініки «Борис», український підприємець, позаштатний радник Президента України Володимира Зеленського до 30 березня 2024 року;
- Аболмасов Андрій Вікторович: випускник фельдшерського відділення, який загинув у серпні 2014 року, рятуючи двох молодих бійців. Його пам’ять увічнена меморіальною дошкою на фасаді коледжу;
- Свириденко Вадим Васильович: народний герой України, військовий фельдшер, солдат Збройних сил України, уповноважений Президента України з питань реабілітації учасників бойових дій;
- Шамо Ігор Наумович: український композитор, автор Автор музики гімну Києва (пісня «Як тебе не любити, Києве мій!»).;
- Кінзельський Леонід Петрович:: доктор медичних наук, професор Київського науково-дослідного інституту онкології та радіології МОЗ України;
- Курдиш Іван Кирилович: доктор біологічних наук, професор, завідувач відділу мікробіологічних процесів на твердих поверхнях Інституту мікробіології та вірусології ім. Д.К. Заболотного НАН України, віце-президент Товариства мікробіологів України ім. С.М. Виноградського, лауреат премії Національної академії наук України;
- Мегедь Володимир Петрович:: доктор медичних наук, професор, заслужений працівник охорони здоров’я України;

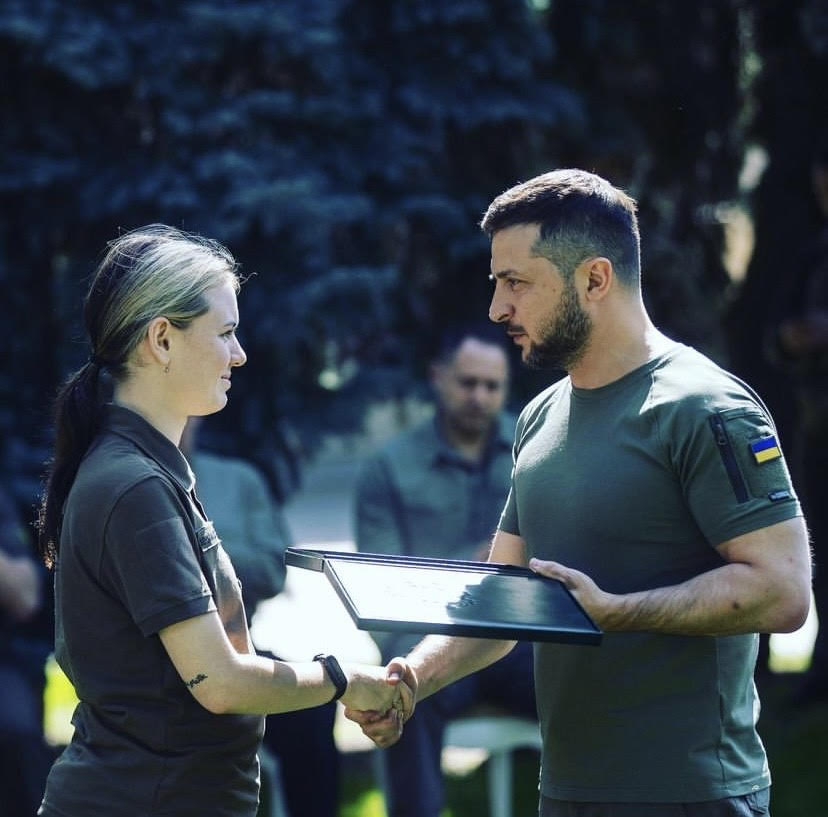
Президент України Володимир Зеленський вручає «Хрест бойових заслуг» бойовому медику 30-ї окремої механізованої бригади ім. князя Костянтина Острозького Коноплі Ксенії

- Конопля Ксенія — студентка Київського фахового медичного коледжу імені Павла Ілліча Гаврося, бойовий медик, молодший сержант, яка з перших днів повномасштабного вторгнення перебувала в районі безпосереднього ведення бойових дій на Луганщині. За мужність, рішучість і самовіддане служіння українському народу, Президент України Володимир Зеленський вручив Ксенії "Хрест бойових заслуг"[24];
- Козярін Іван Петрович: доктор медичних наук, професор, завідувач кафедри гігієни харчування Національної медичної академії післядипломної освіти ім. П.Л. Шупика, заслужений працівник вищої школи України;
- Пирогов Іван Іванович - потомок видатного хірурга, анатома й педагога Пирогова Миколи Івановича;
- Синцов Аркадій Юхимович - полковник міліції - заступник начальника ВВІР УОГП МВС УРСР (1974-1982 рр.);
- Губа Микола Михайлович — письменник, член Союзу Письменників України, член редакційної ради міжнародного журналу "Ренесанс"[25];
- Сушак Микола Йосипович[26] — Майстер Спорту Міжнародного Класу, чемпіон Європи по баскетболу[27];
- Аржанцев Павло Захарович — доктор медичних наук (1973), учасник німецько-радянської війни, полковник медичної служби, науковець-спеціаліст в царині щелепно-лицьової хірургії та хірургічної стоматології, заслужений лікар Російської Федерації, лавреат Державної премії СРСР;
- Буткевич Володимир Григорович — доктор юридичних наук, професор;
- Туманов Віктор Андрійович — український учений — фармаколог. Доктор медичних наук, професор(КВМУ);
- Сорока Лідія Іванівна — медична сестра, випускниця "Дівочого Батальйону".